# Винтерхаузен
Винтерха́узен (нем. Winterhausen) — ярмарочная община в Германии, в земле Бавария.
Подчиняется административному округу Нижняя Франкония. Входит в состав района Вюрцбург. Подчиняется управлению Айбельштадт.  Население составляет 1469 человек (на 31 декабря 2010 года). Занимает площадь 8,72 км².

## Население
По оценке на 31 декабря 2015 года население общины Винтерхаузен составляет 1459 чел. 

| Дата      | 1840 | 1871 | 1900 | 1925 | 1939 | 1950 | 1961 | 1970 | 1987 | 2011 |
| --------- | ---- | ---- | ---- | ---- | ---- | ---- | ---- | ---- | ---- | ---- |
| Население | 958  | 1041 | 991  | 1016 | 1081 | 1523 | 1300 | 1320 | 1209 | 1466 |

| Год       | 1960 | 1970 | 1980 | 1990 | 2000 | 2009 | 2010 | 2011 | 2012 | 2013 | 2014 | 2015 |
| --------- | ---- | ---- | ---- | ---- | ---- | ---- | ---- | ---- | ---- | ---- | ---- | ---- |
| Население | 1301 | 1316 | 1218 | 1304 | 1571 | 1488 | 1469 | 1455 | 1433 | 1430 | 1449 | 1459 |

## Внешние ссылки
- Официальная страница (нем.)